# Kaiser (skib, 1859)
Linjeskibet Kaiser var det det sidste østrigske linjeskib, og det eneste af dem, der blev forsynet med maskineri. Skibets navn betyder kejser, til ære for den østrigske kejser.

## Design
Kaiser blev bygget i den dengang østrigske havneby Pola med en konstruktion baseret på det franske linjeskib Napoléon, søsat i 1850. I dette skib havde Dupuy de Lôme forenet dampmaskineri med fuld rigning, og Napoléon kom til at danne skole for de kraftigste krigsskibe i resten af 1850'erne. Kaiser blev søsat i 1858 og kom i tjeneste året efter.

## Tjeneste
Kaiser hejste kommando i 1859 og indgik i sommeren 1864 i den eskadre, der beskyttede skibstrafikken i Nordtyskland, da krigen mod Danmark blev alvor igen efter våbenstilstanden i maj 1864. Da krigen mod Preussen og Italien brød ud i 1866, var Kaiser som træskib allerede teknisk forældet, men det deltog alligevel i slaget ved øen Lissa, 20. juli samme år. Træskibene i den østrigske 2. division kom omkring klokken 11 i kamp med de italienske panserskibe i kommandør Ribotis 3. division. Kaiser var det forreste østrigske skib, og det styrede lige imod det forreste italienske skib Re di Portogallo, og vædrede det. Vædringen illustrerede klart forskellen på panserskibe og træskibe. Det italienske panserskib fik kun mindre skrammer, mens Kaiser mistede formasten, som i sit fald tog skorstenen og nogle kanoner med, og startede en brand ombord. Kaiser fik klaret sig fri af den efterfølgende beskydning, som kostede 99 døde eller sårede, og skibet gik længere mod syd for at reparere. På sin vej lå det pludselig ud for det italienske Affondatore, der ikke indgik i den italienske kamplinje. Affondatore havde kurs direkte mod siden på Kaiser, men drejede så af. Da admiral Persano - som var øverstkommanderende ombord - senere blev afhørt i det italienske senat, forklarede han, at han mente at Kaiser allerede var dømt til undergang, og han anså det for unødig grusomhed at sænke skibet og skade dets besætning. På Kaiser kvitterede man for ridderligheden med en bredside, og skibet klarede sig i sikkerhed i San Giorgio-bugten på Lissa, hvorefter resten af 2. division vendte tilbage til slaget.

## Ombygning til panserskib
Det franske panserskib La Gloire gjorde i 1860 alle eksisterende linjeskibe forældede, og ud over, at sømagterne herefter byggede panserskibe, betød det også, at en række eksisterende linjeskibe blev ombygget til panserskibe. Kaiser blev undersøgt og fundet egnet, og 2. februar 1869 blev ombygningen påbegyndt. Det øverste kanondæk blev fjernet sammen med stævn og hæk, trækonstruktionen blev forstærket med jern, og skibet fik panser og artilleri i en udformning, der svarede til det nyeste panserskib Lissa. Kaiser blev søsat igen 15. januar 1872 og var færdigombygget i december 1873. De nye kanoner var 10 styk 22,7 cm riflede forladere fra Armstrong.
Kaiser fik fjernet maskineri og øvrig udrustning i 1902, og lå herefter som logiskib i Pola med navnet Bellona. Ophugget efter første verdenskrig.

## Eksterne links
- Wikimedia Commons har flere filer relateret til Kaiser (skib, 1859)